# Una famiglia del terzo tipo
Una famiglia del terzo tipo (3rd Rock from the Sun) è una sitcom statunitense prodotta e trasmessa dalla rete televisiva NBC dal 1996 al 2001.
In Italia è andata in onda dal 22 marzo 1999 su Italia 1.
La serie ha riscosso un notevole successo in patria, aggiudicandosi otto premi Emmy, tre dei quali andati all'attore protagonista John Lithgow, e due Golden Globe.

## Trama
La serie racconta le avventure della famiglia Solomon, ovvero dell'equipaggio di esploratori extraterrestri che ha preso le sembianze dei componenti di una "famiglia media" americana allo scopo di studiare il pianeta Terra e gli esseri umani, sia a livello biologico che comportamentale.
A capitanare la bizzarra famiglia c'è Dick Solomon, il capofamiglia che funge da "comandante" della squadra pur essendone il componente più giovane. A lui si affiancano la sorella Sally, il fratello Harry e il figlio Tommy.
I tentativi di integrazione con le abitudini e le usanze dei terrestri sono il fulcro delle esilaranti situazioni, spesso paradossali, che caratterizzano la serie.

## Personaggi principali
- Dick Solomon, interpretato da John Lithgow, doppiato da Stefano De Sando.
Il comandante e capo della spedizione sulla Terra. Per ironia della sorte, è il più giovane della squadra, pur essendo il membro più anziano della famiglia "umana".
- Sally Solomon, interpretata da Kristen Johnston, doppiata da Stefania Giacarelli.
È la tenente, nonché agente di sicurezza e secondo in comando. Pur essendosi "impadronita" di un avvenente corpo umano femminile, è in realtà un alieno di sesso maschile.
- Harry Solomon, interpretato da French Stewart, doppiato da Loris Loddi.
È lo strumento di comunicazione che la squadra usa per mantenersi in contatto con il "capoccione gigante" e il loro pianeta di provenienza. Harry riesce a connettersi con il pianeta alieno sfruttando un particolare chip impiantato nella sua testa.
- Tommy Solomon, interpretato da Joseph Gordon-Levitt, doppiato da Alessio De Filippis.
Nonostante assuma il corpo di un adolescente, in realtà è il più anziano della squadra, dove rappresenta il "responsabile per le informazioni e la comunicazione".
- Dr.ssa Mary Albright, interpretata da Jane Curtin, doppiata da Renata Biserni.
Collega di Dick, nonché sua fidanzata.
- Nina Campbell, interpretata da Simbi Khali, doppiata da Laura Romano.
Assistente della Dr.ssa Albright
- Mamie Dubcek, interpretata da Elmarie Wendel, doppiata da Angiolina Quinterno.
La padrona di casa dei Solomon.
- Don Leslie Orville, interpretato da Wayne Knight, doppiato da Mino Caprio.
Lavora per il dipartimento di polizia. Intrattiene una relazione con Sally per tutta la serie.

## Episodi
Sono state realizzate 6 stagioni, per un totale di 139 episodi.
| Stagione         | Episodi | Prima TV originale | Prima TV Italia |
| ---------------- | ------- | ------------------ | --------------- |
| Prima stagione   | 20      | 1996               | 1999            |
| Seconda stagione | 26      | 1996-1997          | 1999            |
| Terza stagione   | 27      | 1997-1998          | 1999            |
| Quarta stagione  | 24      | 1998-1999          |                 |
| Quinta stagione  | 22      | 1999-2000          |                 |
| Sesta stagione   | 20      | 2000-2001          |                 |